# Wiktor Lebiediew (polityk)
Wiktor Dmitrijewicz Lebiediew (ros. Виктор Дмитриевич Лебедев, ur. 19 października 1917 w Piotrogrodzie, zm. 3 grudnia 1978 w Moskwie) – radziecki polityk, zastępca przewodniczącego Sownarchozu ZSRR (1963-1965), I zastępca przewodniczącego Państwowej Komisji Planowania ZSRR (1973-1978).
Od 1932 pracował w leningradzkiej fabryce, gdzie był tokarzem, majstrem i zastępcą kierownika warsztatu, od 1938 studiował w Leningradzkim Instytucie Inżynierów Transportu Wodnego, 1941-1942 żołnierz Armii Czerwonej, dowódca oddziału specjalnego przeznaczenia przy sztabie Frontu Leningradzkiego, po ranieniu kontynuował studia, 1944 ukończył Instytut Inżynierów Transportu Wodnego w Gorkim (Leningrad był do 1944 oblężony). Od 1941 członek WKP(b), od 1944 sekretarz organizacji partyjnej im. Swierdłowa w Leningradzie, od 1947 instruktor wydziału kadr rejonowego komitetu partyjnego w Leningradzie, instruktor wydziału inżynierii Komitetu Miejskiego WKP(b) w Leningradzie, od 1951 dyrektor fabryki w Leningradzie. Od 1954 szef Głównego Zarządu Ministerstwa Budowy Maszyn i Przyrządów ZSRR, od 1956 zastępca ministra inżynierii ZSRR, od 1957 pracownik Państwowej Komisji Planowania (Gospłanu) ZSRR, od lipca 1963 do października 1965 szef Zarządu Inżynierii Chemicznej i zastępca przewodniczącego Sownarchozu ZSRR w randze ministra ZSRR, od października 1965 zastępca, a od sierpnia 1973 I zastępca przewodniczącego Gospłanu ZSRR. Deputowany do Rady Najwyższej ZSRR 9 kadencji. Od 1976 zastępca członka KC KPZR. Pochowany na Cmentarzu Nowodziewiczym.

## Odznaczenia
- Order Lenina
- Order Rewolucji Październikowej
- Order Czerwonego Sztandaru Pracy
- Order Czerwonej Gwiazdy